# Protestantisme dans la Drôme
Voie de communication entre la Provence et le Dauphiné et entre la vallée du Rhône et le Nord de l'Italie, la Drôme a, de tous temps, été ouverte aux grands mouvements d'idées. Son relief accidenté (dans la partie Préalpes) la rend hospitalière aux proscrits et aux réfugiés de toutes sortes.

## Historique
Dans un terrain théologique préparé par le passage des Cathares, puis des Vaudois, la province de la Drôme avait une tradition de contestation au pouvoir catholique. De ce fait la Drôme adhère aisément à la Réforme.

## Personnalités protestantes de la Drôme
- Isabeau Vincent, la bergère de Saoû
- Daniel Chamier, pasteur, soldat, confident de Henri IV et rédacteur des articles secrets de l'édit de Nantes
- Baron des Adrets
- François de Bonne, duc de Lesdiguières
- Durand, de Die, noble exilé à la révocation de l'édit de Nantes, voyage jusqu'en Virginie et écrivit un journal de ses voyages
- Pierre Simond, pasteur, mena une colonie de huguenots (dont beaucoup de drômois) en Afrique du Sud et traduisit les psaumes en français
- Barnave, délégué à la Constituante, ramena Louis XVI de Varennes à Paris, correspondit avec Marie-Antoinette
- Jean-Frédéric Vernier, pasteur évangélique, à l'origine du premier réveil,
- Maurice Faure, félibre et ministre
- Paul Vinard, écrivit un journal de la guerre de 14-18 vécue à l'arrière
- Jean Cadier, pasteur et théologien
- Marguerite Soubeyran, fondatrice de l'école de Beauvallon, résistante et Juste parmi les nations
- René Courtin, économiste, résistant